# Memecylon
Memecylon är ett släkte av tvåhjärtbladiga växter. Memecylon ingår i familjen Medinillaväxter.

## Bildgalleri

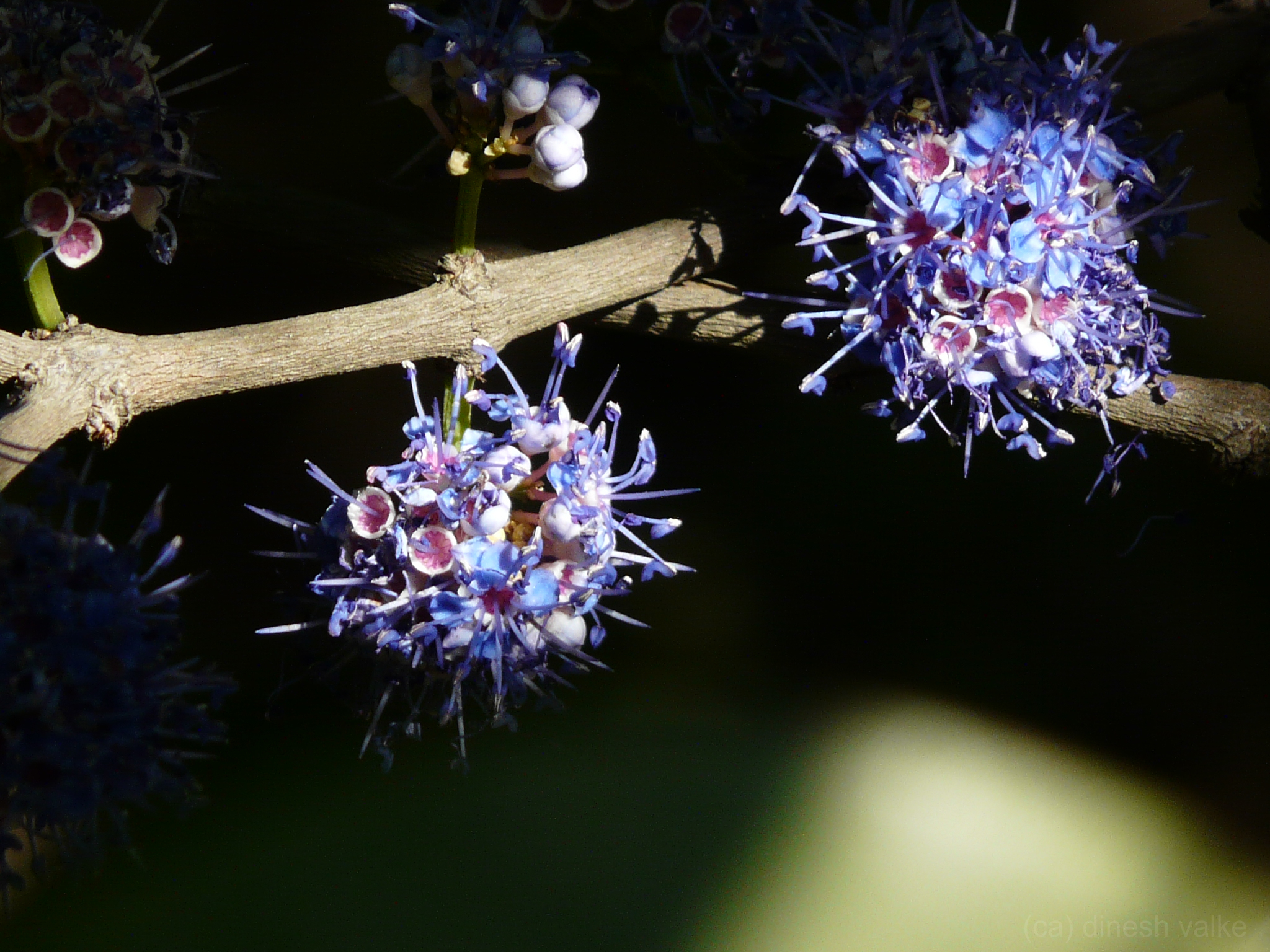
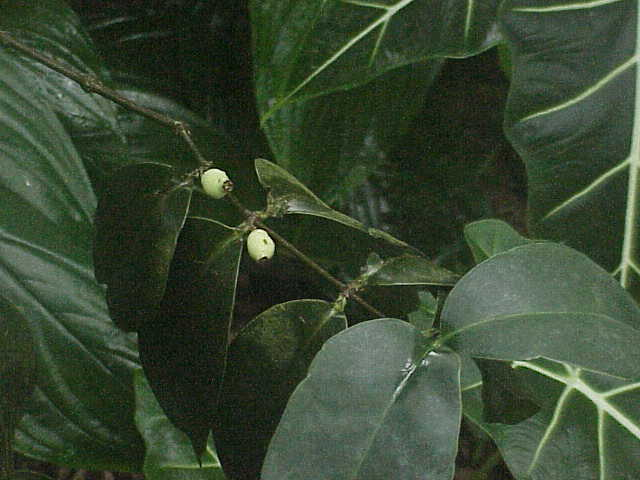
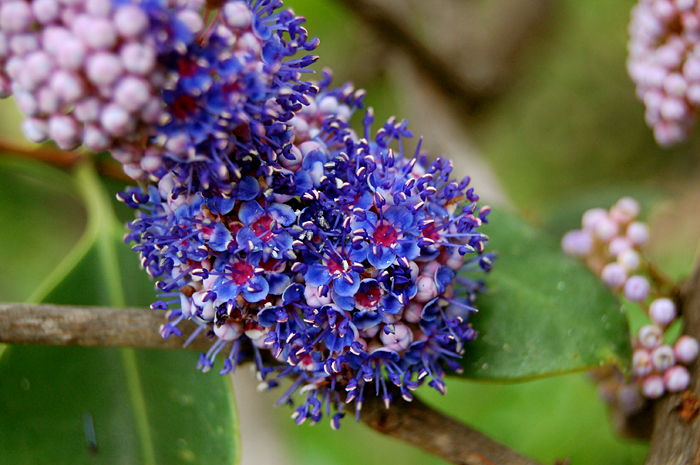
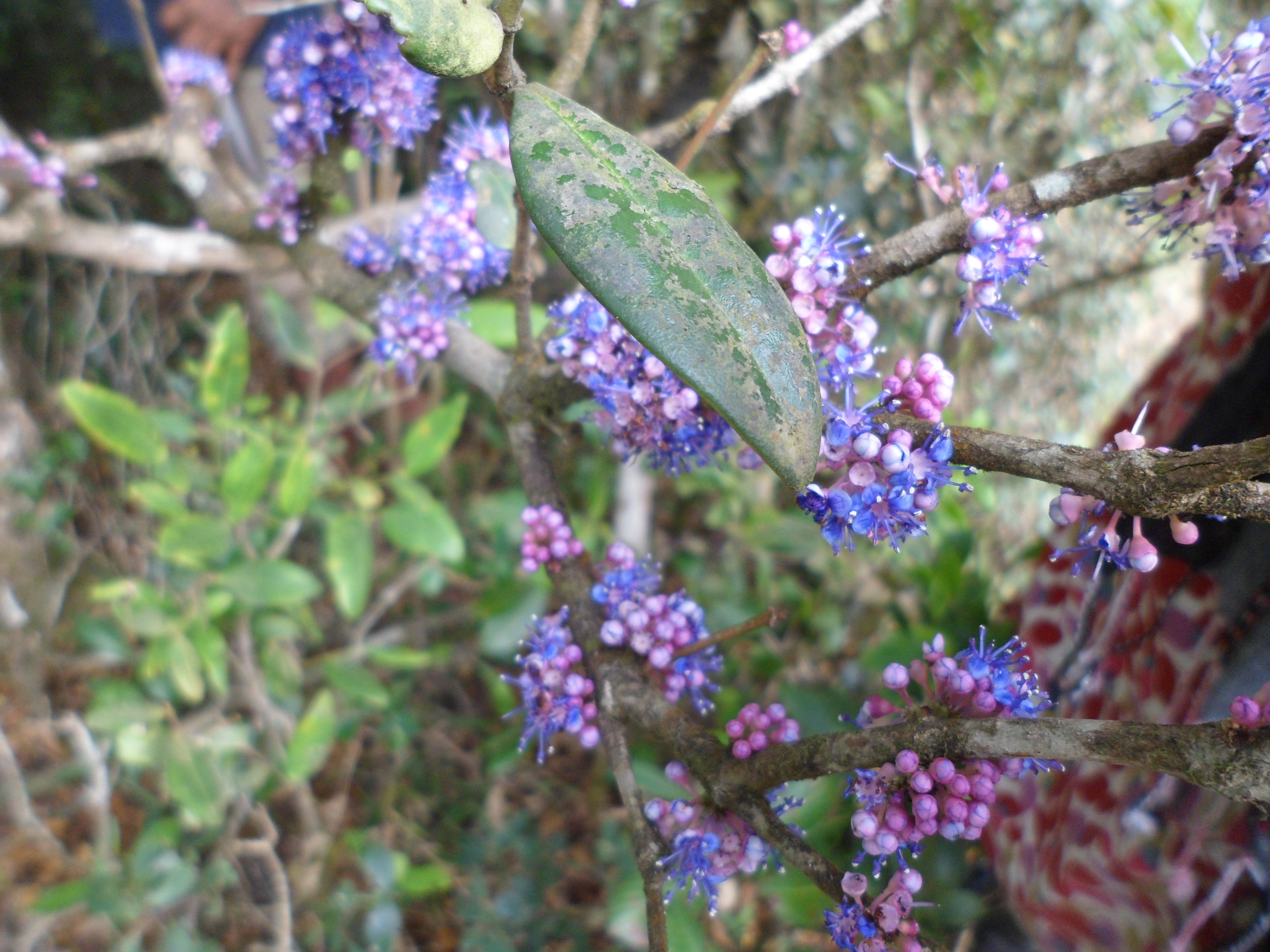

## Dottertaxa tillMemecylon, i alfabetisk ordning[1]
- Memecylon aberrans
- Memecylon acrocarpum
- Memecylon acrogenum
- Memecylon acuminatissimum
- Memecylon acuminatum
- Memecylon aequidianum
- Memecylon affine
- Memecylon afzelii
- Memecylon agastyamalaianum
- Memecylon alatum
- Memecylon albescens
- Memecylon ambrense
- Memecylon amherstianum
- Memecylon amoenum
- Memecylon amplexicaule
- Memecylon amplifolium
- Memecylon amshoffiae
- Memecylon andamanicum
- Memecylon angustifolium
- Memecylon antseranense
- Memecylon apoense
- Memecylon arcuatomarginatum
- Memecylon argenteum
- Memecylon arnhemense
- Memecylon auratifolium
- Memecylon azurinii
- Memecylon bachmannii
- Memecylon bakerianum
- Memecylon balakrishnanii
- Memecylon basilanense
- Memecylon batekeanum
- Memecylon bernieri
- Memecylon boinense
- Memecylon borneense
- Memecylon brachybotrys
- Memecylon bracteatum
- Memecylon bracteolatum
- Memecylon brahense
- Memecylon bremeri
- Memecylon bretelerianum
- Memecylon buxifolium
- Memecylon buxoides
- Memecylon caeruleum
- Memecylon calderense
- Memecylon calophyllum
- Memecylon calyptratum
- Memecylon campanulatum
- Memecylon candidum
- Memecylon candolleanum
- Memecylon cantleyi
- Memecylon capitellatum
- Memecylon capuronii
- Memecylon cardiophyllum
- Memecylon caudatum
- Memecylon celastrinum
- Memecylon celebicum
- Memecylon ceramense
- Memecylon cerasiforme
- Memecylon chevalieri
- Memecylon cinereum
- Memecylon clarkeanum
- Memecylon clavistaminum
- Memecylon cogniauxii
- Memecylon collinum
- Memecylon confertiflorum
- Memecylon confusum
- Memecylon conocarpum
- Memecylon constrictum
- Memecylon cordatum
- Memecylon cordifolium
- Memecylon corticosum
- Memecylon corymbiforme
- Memecylon cotinifolioides
- Memecylon coursianum
- Memecylon crassifolium
- Memecylon crassinerve
- Memecylon crassipetiolum
- Memecylon cumingii
- Memecylon cuneatum
- Memecylon dalleizettei
- Memecylon dallmannense
- Memecylon dasyanthum
- Memecylon deccanense
- Memecylon delphinense
- Memecylon deminutum
- Memecylon densiflorum
- Memecylon dichotomum
- Memecylon diluviorum
- Memecylon discolor
- Memecylon dolichophyllum
- Memecylon dubium
- Memecylon durum
- Memecylon edule
- Memecylon eduliforme
- Memecylon eglandulosum
- Memecylon elaeagni
- Memecylon elegans
- Memecylon ellipticum
- Memecylon elliptifolium
- Memecylon elongatum
- Memecylon englerianum
- Memecylon erythranthum
- Memecylon excelsum
- Memecylon faucherei
- Memecylon fernandesiorum
- Memecylon fianarantse
- Memecylon flavescens
- Memecylon flavovirens
- Memecylon floribundum
- Memecylon floridum
- Memecylon fragrans
- Memecylon fruticosum
- Memecylon fuscescens
- Memecylon galeatum
- Memecylon garcinioides
- Memecylon geddesianum
- Memecylon geoffrayi
- Memecylon germainii
- Memecylon gibbosum
- Memecylon giganteum
- Memecylon gitingense
- Memecylon gracile
- Memecylon gracilipedicellatum
- Memecylon gracilipes
- Memecylon gracillimum
- Memecylon grande
- Memecylon greenwayi
- Memecylon griffithianum
- Memecylon hainanense
- Memecylon harmandii
- Memecylon helferi
- Memecylon heyneanum
- Memecylon hookeri
- Memecylon huillense
- Memecylon hullettii
- Memecylon humbertii
- Memecylon hylandii
- Memecylon impressivenum
- Memecylon inalatum
- Memecylon infuscatum
- Memecylon insigne
- Memecylon insperatum
- Memecylon insulare
- Memecylon interjectum
- Memecylon intermedium
- Memecylon isaloense
- Memecylon ivohibense
- Memecylon klaineanum
- Memecylon kollimalayana
- Memecylon kratense
- Memecylon kunstleri
- Memecylon lanceolatum
- Memecylon lancifolium
- Memecylon langbianense
- Memecylon laruei
- Memecylon lateriflorum
- Memecylon laurentii
- Memecylon laureolum
- Memecylon lawsonii
- Memecylon leucanthum
- Memecylon liberiae
- Memecylon ligustrifolium
- Memecylon lilacinum
- Memecylon littorale
- Memecylon loheri
- Memecylon longicuspe
- Memecylon longifolium
- Memecylon longipetalum
- Memecylon louvelianum
- Memecylon luchuenense
- Memecylon lureri
- Memecylon lushingtonii
- Memecylon macrocarpum
- Memecylon macrodendron
- Memecylon macrophyllum
- Memecylon madgolense
- Memecylon magnifoliatum
- Memecylon malaccense
- Memecylon mananjebense
- Memecylon mandrarense
- Memecylon mangiferoides
- Memecylon manickamii
- Memecylon mayottense
- Memecylon megacarpum
- Memecylon megaspermum
- Memecylon memoratum
- Memecylon merguicum
- Memecylon minimifolium
- Memecylon minutiflorum
- Memecylon mocquerysii
- Memecylon mouririoides
- Memecylon multinode
- Memecylon mundanthuraianum
- Memecylon myrianthum
- Memecylon myricoides
- Memecylon myrtiforme
- Memecylon myrtilloides
- Memecylon natalense
- Memecylon nigrescens
- Memecylon nodosum
- Memecylon normandii
- Memecylon novoguineense
- Memecylon obscurinerve
- Memecylon obtusifolium
- Memecylon occultum
- Memecylon ochroleucum
- Memecylon octocostatum
- Memecylon odoratum
- Memecylon oleifolium
- Memecylon oligophlebium
- Memecylon orbiculare
- Memecylon oubanguianum
- Memecylon ovatifolium
- Memecylon ovatum
- Memecylon ovoideum
- Memecylon pachyphyllum
- Memecylon pallidum
- Memecylon paniculatum
- Memecylon papuanum
- Memecylon paradoxum
- Memecylon parvifolium
- Memecylon pauciflorum
- Memecylon pedunculatum
- Memecylon peracuminatum
- Memecylon perangustum
- Memecylon perditum
- Memecylon pergamentaceum
- Memecylon perrieri
- Memecylon petiolatum
- Memecylon phanerophlebium
- Memecylon phyllanthifolium
- Memecylon pileatum
- Memecylon planifolium
- Memecylon plebejum
- Memecylon polyanthemos
- Memecylon polyanthum
- Memecylon procerum
- Memecylon protrusum
- Memecylon pseudomyrtiforme
- Memecylon pterocarpum
- Memecylon pterocladum
- Memecylon pteropus
- Memecylon pubescens
- Memecylon pulvinatum
- Memecylon purpurascens
- Memecylon pusilliflorum
- Memecylon ramosii
- Memecylon ramosum
- Memecylon randerianum
- Memecylon revolutum
- Memecylon rhinophyllum
- Memecylon rivulare
- Memecylon roseum
- Memecylon rostratum
- Memecylon rotundatum
- Memecylon royenii
- Memecylon rubiflorum
- Memecylon ruptile
- Memecylon sabulosum
- Memecylon salicifolium
- Memecylon sambiranense
- Memecylon schraderbergense
- Memecylon schumannianum
- Memecylon scolopacinum
- Memecylon scutellatum
- Memecylon sejunctum
- Memecylon semseii
- Memecylon sepicanum
- Memecylon sessile
- Memecylon sessilifolium
- Memecylon sisparense
- Memecylon sitanum
- Memecylon sivadasanii
- Memecylon sorsogonense
- Memecylon stenophyllum
- Memecylon strumosum
- Memecylon subcaudatum
- Memecylon subcordifolium
- Memecylon subcuneatum
- Memecylon subfurfuraceum
- Memecylon subramanii
- Memecylon subsessile
- Memecylon sumatrense
- Memecylon sylvaticum
- Memecylon symplociforme
- Memecylon talbotianum
- Memecylon tayabense
- Memecylon teitense
- Memecylon tenuipes
- Memecylon terminale
- Memecylon terminaliflorum
- Memecylon tetrapterum
- Memecylon thouarsianum
- Memecylon thouvenotii
- Memecylon tirunelvelicum
- Memecylon toamasinense
- Memecylon torrei
- Memecylon torricellense
- Memecylon tricolor
- Memecylon tsaratananense
- Memecylon uapacoides
- Memecylon ulopterum
- Memecylon umbellatum
- Memecylon urceolatum
- Memecylon utericarpum
- Memecylon vaccinioides
- Memecylon wallichii
- Memecylon varians
- Memecylon verruculosum
- Memecylon wightii
- Memecylon virescens
- Memecylon viride
- Memecylon vitiense
- Memecylon xiphophyllum
- Memecylon zenkeri